# Sedum jurgensenii
Sedum jurgensenii là một loài thực vật có hoa trong họ Crassulaceae. Loài này được (Hemsl.) Moran miêu tả khoa học đầu tiên năm 1996.